# Okonomiyaki
Okonomiyaki (Japans: お好み焼き) is een Japanse hartige pannenkoek. De naam is een samenstelling van 'okonomi' en 'yaki', wat vrij vertaald 'gebakken/gegrild zoals je wilt' betekent. Het gerecht wordt geassocieerd met de keukens van Kansai (met name Osaka) en Hiroshima, maar is in heel Japan populair.
De Kansai- of Osaka-variant wordt gemaakt door een dik deeg te maken met alle ingrediënten er in en dat te bakken op een teppan, een hete plaat. Het basisdeeg bestaat doorgaans uit bloem, geraspte nagaimo, water of dashi, ei en geraspte kool. Vaak wordt deze basis aangevuld met andere ingrediënten, zoals lenteui, varkensvlees, octopus, pijlinktvis, reuzegarnaal, groenten, konjak, mochi of kaas. De pannenkoek wordt aan weerszijden gebakken. Het gerecht wordt gegarneerd met okonomiyakisaus (vergelijkbaar met worcestersaus maar dikker en zoeter), aonori, katsuobushi (bonito-vlokken), kewpie mayonaise en beni shoga.
De Hiroshima-variant wordt in laagjes gemaakt. Lagen kunnen zijn: deeg, kool, varkensvlees en eventueel nog vis of kaas. Soms worden noedels toegevoegd als afwerking.

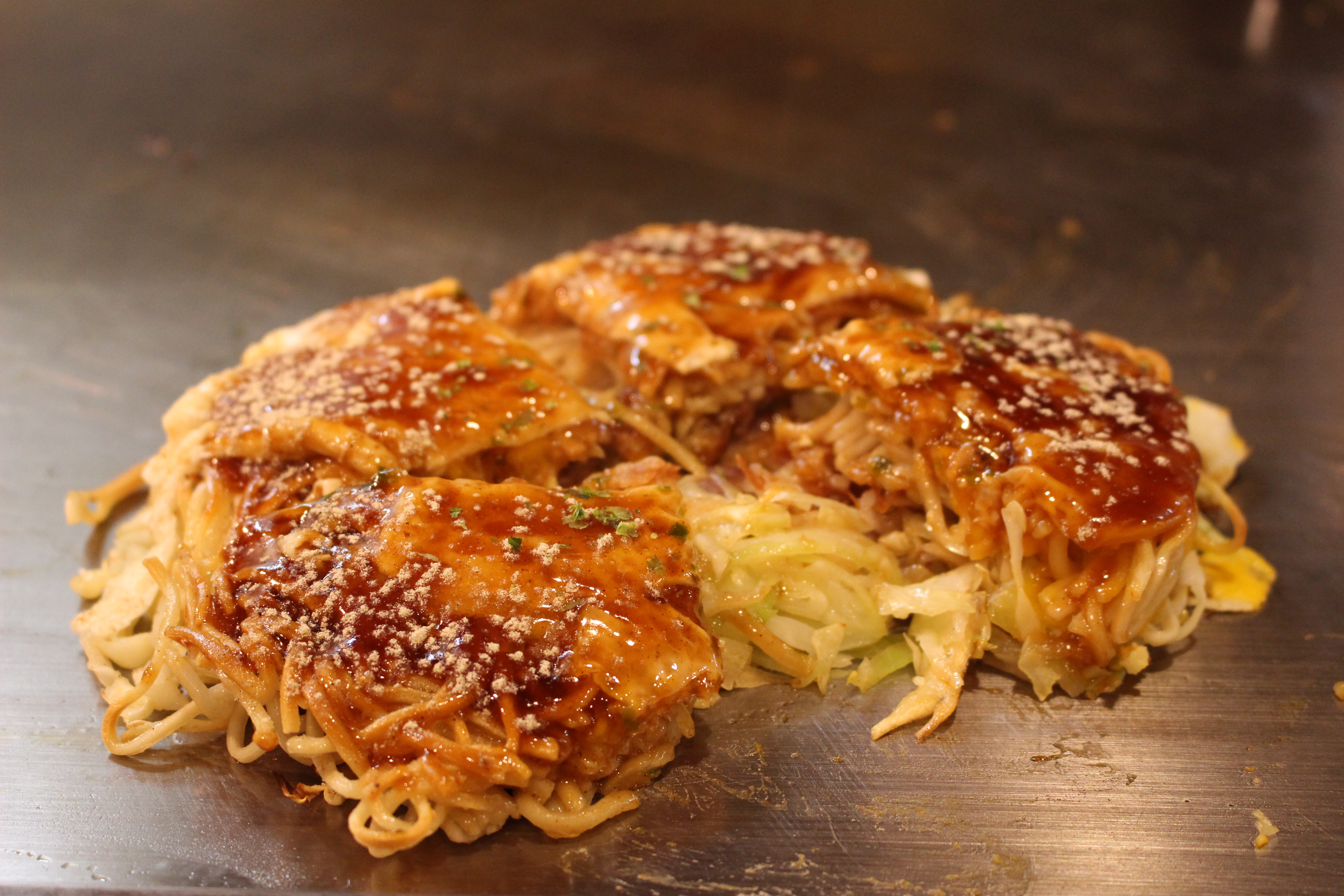
Okonomiyaki in Hiroshima bereid met noedels

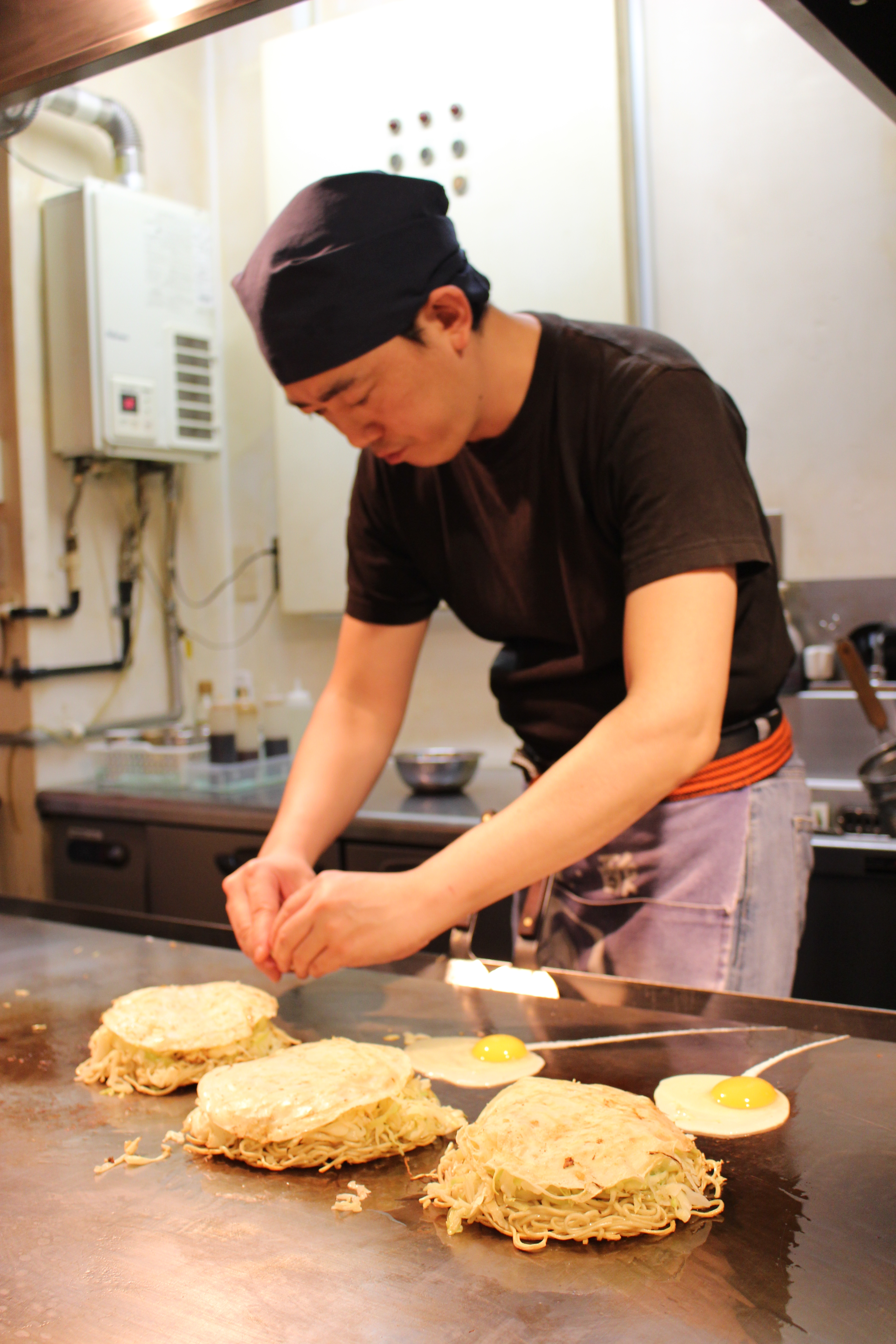
Bereiding van okonomiyaki in Hiroshima op een plaat